# هيروفومي أراي
هيروفومي أراي (باليابانية: 新井 浩文) هو ممثل كوريا الجنوبية وياباني، ولد في 18 يناير 1979 في اليابان.

## اعماله

### افلام
- (2001) اركض

## وصلات خارجية
- هيروفومي أراي على موقع IMDb (الإنجليزية)
- هيروفومي أراي على موقع ألو سيني (الفرنسية)
- هيروفومي أراي على موقع أول موفي (الإنجليزية)
- هيروفومي أراي على موقع قاعدة بيانات الفيلم (الإنجليزية)
- هيروفومي أراي على موقع كينوبويسك (الروسية)